# Gioachimo Masa
Gioachimo Masa (* 3. September 1783 in Ranzo, damals Gemeinde Caviano, heute Gemeinde Gambarogno; † 20. September 1862 ebenda) war ein Schweizer Arzt sowie Politiker, der dem Grossen Rat und dem Staatsrat des Kantons Tessin angehörte.

## Biografie
Gioachimo Masa war ein Sohn von Agostino, Händler und Landbesitzer, der zudem als Handwerker sowohl im Kanton Tessin als auch in Mailand tätig war, und seiner Frau Maddalena Botacchi, die von Cannero Riviera stammte. 1807 promovierte er in Medizin an der Universität Pavia. Vermählt war er mit der Mailänderin Caterina Branca.
1814 war Masa eine der führenden Persönlichkeiten des demokratischen Aufstandes in Giubiasco, die sich gegen die Bevormundung der Tessiner Verfassungsgebung durch die eidgenössische Tagsatzung wehrte. In der Folge wurde er zum Mitglied der Kommission zur Überwachung des Kleinen Rats (kantonale Exekutive) ernannt.
Von 1821 bis 1827 und von 1830 bis 1839 war er Mitglied des Tessiner Grossrats (Kantonsparlament). Er setzte sich für die Pressefreiheit ein und unterstützte die radikale Revolution von 1839, worauf er in den Staatsrat (kantonale Exekutive) gewählt wurde. Bis 1842 war er Mitglied der Tessiner Regierung; von 1844 bis zu seinem Tod (mit einer Unterbrechung im Jahr 1852) gehörte er erneut der kantonalen Legislative an. Als er 1864 starb, vermachte er seine Bibliothek der Società degli amici dell’educazione del popolo.